# 타브가

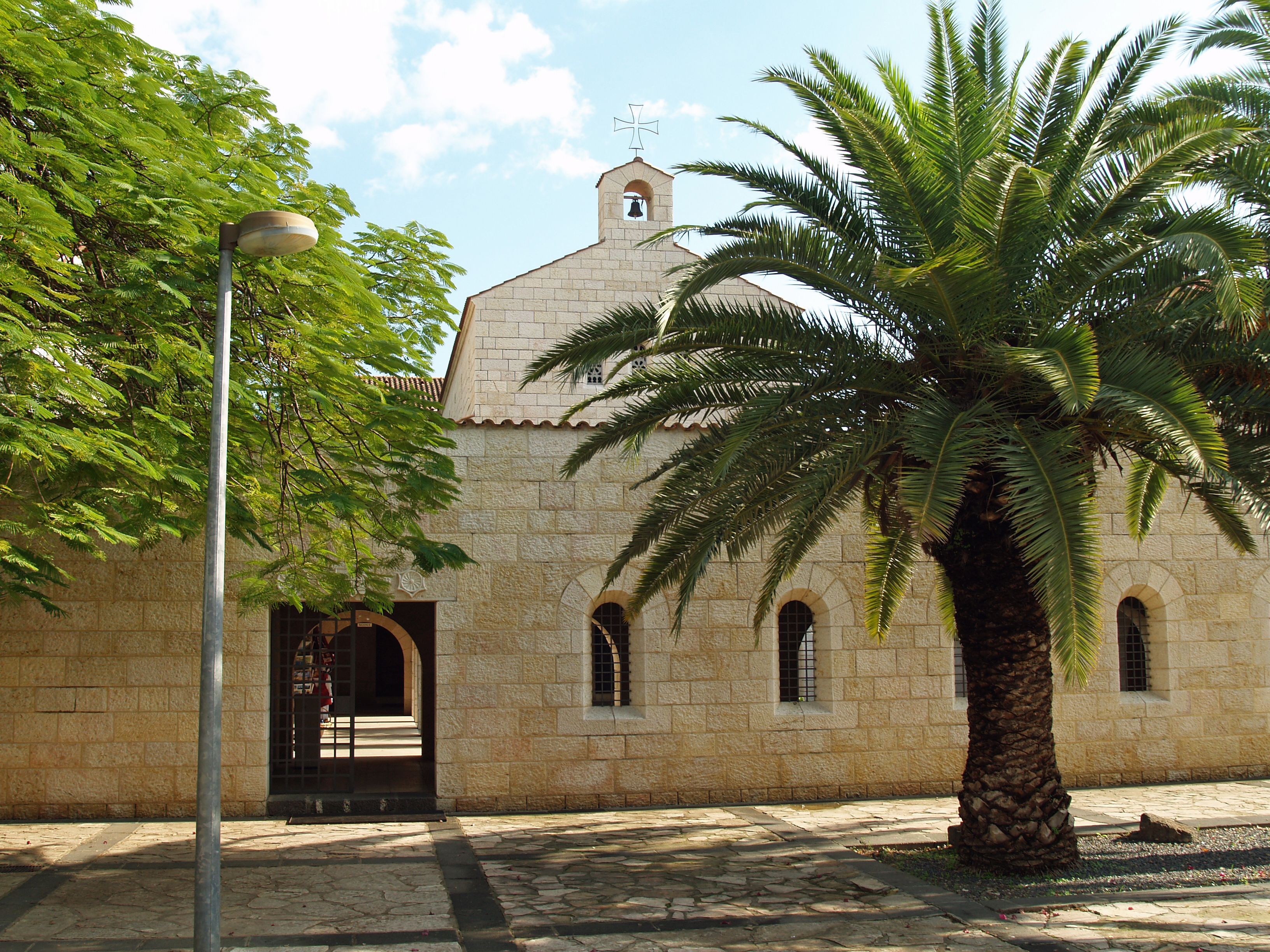

타브가(Tabgha)는 갈릴리 호수 북부의 티베리아스 지역에 위치한 장소로 예수가 빵과 물고기의 기적을 행한 지역이다. 이를 기념하기 위한 베네딕토 수도회의 교회와 베드로 수위권을 기념하는 프란체스코 수도회 교회가 있다.
1948년 아랍-이스라엘 전쟁 당시 이갈 알론이 이끄는 팔마흐의 공격을 받아 많은 아랍인들이 도시를 떠나게 되었다.